# Lista di asteroidi (711001-712000)
Di seguito una lista di asteroidi dal numero 711001  al 712000 con data di scoperta e scopritore.

## 711001–711100
| Nome   | Designazione provvisoria | Data di scoperta  | Scopritore                    |
| ------ | ------------------------ | ----------------- | ----------------------------- |
| 711001 | 2014 HS137               | 23 aprile 2014    | CTIO-DECam                    |
| 711002 | 2014 HY137               | 23 aprile 2014    | CTIO-DECam                    |
| 711003 | 2014 HL138               | 23 dicembre 2012  | Pan-STARRS                    |
| 711004 | 2014 HR138               | 23 aprile 2014    | CTIO-DECam                    |
| 711005 | 2014 HX138               | 13 novembre 2007  | Mount Lemmon Survey           |
| 711006 | 2014 HB139               | 23 aprile 2014    | CTIO-DECam                    |
| 711007 | 2014 HM140               | 16 ottobre 2007   | Mount Lemmon Survey           |
| 711008 | 2014 HT142               | 5 aprile 2014     | Pan-STARRS                    |
| 711009 | 2014 HV142               | 18 ottobre 2011   | Mount Lemmon Survey           |
| 711010 | 2014 HX143               | 11 marzo 2005     | Spacewatch                    |
| 711011 | 2014 HS144               | 27 ottobre 2003   | Spacewatch                    |
| 711012 | 2014 HF145               | 1 novembre 2008   | Mount Lemmon Survey           |
| 711013 | 2014 HJ146               | 2 novembre 2007   | Mount Lemmon Survey           |
| 711014 | 2014 HY150               | 24 maggio 2001    | J. L. Elliot, L. H. Wasserman |
| 711015 | 2014 HC151               | 30 ottobre 2011   | Spacewatch                    |
| 711016 | 2014 HE151               | 30 luglio 2008    | Mount Lemmon Survey           |
| 711017 | 2014 HK152               | 7 aprile 2005     | Spacewatch                    |
| 711018 | 2014 HH153               | 23 aprile 2014    | CTIO-DECam                    |
| 711019 | 2014 HX154               | 5 aprile 2014     | Pan-STARRS                    |
| 711020 | 2014 HZ154               | 23 aprile 2014    | Pan-STARRS                    |
| 711021 | 2014 HV155               | 4 aprile 2005     | Mount Lemmon Survey           |
| 711022 | 2014 HU157               | 24 aprile 2014    | Mount Lemmon Survey           |
| 711023 | 2014 HO159               | 23 settembre 2011 | Pan-STARRS                    |
| 711024 | 2014 HP160               | 24 aprile 2014    | Mount Lemmon Survey           |
| 711025 | 2014 HT161               | 2 marzo 2009      | Mount Lemmon Survey           |
| 711026 | 2014 HW161               | 8 aprile 2014     | Pan-STARRS                    |
| 711027 | 2014 HY161               | 13 giugno 2001    | LONEOS                        |
| 711028 | 2014 HG166               | 23 aprile 2014    | Mount Lemmon Survey           |
| 711029 | 2014 HR170               | 5 aprile 2014     | Pan-STARRS                    |
| 711030 | 2014 HL171               | 28 marzo 2014     | Mount Lemmon Survey           |
| 711031 | 2014 HE172               | 29 aprile 2014    | Pan-STARRS                    |
| 711032 | 2014 HW172               | 29 maggio 2011    | Mount Lemmon Survey           |
| 711033 | 2014 HA176               | 11 febbraio 2004  | Spacewatch                    |
| 711034 | 2014 HJ180               | 29 aprile 2014    | Pan-STARRS                    |
| 711035 | 2014 HO185               | 7 aprile 2014     | Mount Lemmon Survey           |
| 711036 | 2014 HW187               | 28 agosto 2012    | Mount Lemmon Survey           |
| 711037 | 2014 HX187               | 7 marzo 2014      | Spacewatch                    |
| 711038 | 2014 HM189               | 10 ottobre 2007   | Mount Lemmon Survey           |
| 711039 | 2014 HP199               | 30 ottobre 2007   | Spacewatch                    |
| 711040 | 2014 HW202               | 21 ottobre 2006   | Mount Lemmon Survey           |
| 711041 | 2014 HD203               | 25 aprile 2014    | Mount Lemmon Survey           |
| 711042 | 2014 HE203               | 4 settembre 2011  | Pan-STARRS                    |
| 711043 | 2014 HL203               | 15 gennaio 2008   | Mount Lemmon Survey           |
| 711044 | 2014 HO203               | 4 gennaio 2013    | CTIO-DECam                    |
| 711045 | 2014 HT203               | 30 aprile 2014    | Pan-STARRS                    |
| 711046 | 2014 HV204               | 24 aprile 2014    | Mount Lemmon Survey           |
| 711047 | 2014 HF205               | 10 giugno 2010    | Mount Lemmon Survey           |
| 711048 | 2014 HP206               | 30 aprile 2014    | Pan-STARRS                    |
| 711049 | 2014 HP207               | 21 dicembre 2008  | Mount Lemmon Survey           |
| 711050 | 2014 HE208               | 30 aprile 2014    | Pan-STARRS                    |
| 711051 | 2014 HM220               | 29 aprile 2014    | Pan-STARRS                    |
| 711052 | 2014 HQ220               | 30 aprile 2014    | Pan-STARRS                    |
| 711053 | 2014 HR220               | 30 aprile 2014    | Pan-STARRS                    |
| 711054 | 2014 HS220               | 30 aprile 2014    | Pan-STARRS                    |
| 711055 | 2014 HT220               | 25 aprile 2014    | Mount Lemmon Survey           |
| 711056 | 2014 HY220               | 30 aprile 2014    | Pan-STARRS                    |
| 711057 | 2014 HE221               | 29 aprile 2014    | Pan-STARRS                    |
| 711058 | 2014 HG224               | 24 aprile 2014    | Mount Lemmon Survey           |
| 711059 | 2014 HH224               | 25 settembre 2011 | Pan-STARRS                    |
| 711060 | 2014 HK224               | 29 aprile 2014    | Pan-STARRS                    |
| 711061 | 2014 HR225               | 28 aprile 2014    | Pan-STARRS                    |
| 711062 | 2014 HX226               | 25 aprile 2014    | Mount Lemmon Survey           |
| 711063 | 2014 HA227               | 20 aprile 2014    | Mount Lemmon Survey           |
| 711064 | 2014 HM231               | 21 aprile 2014    | Mount Lemmon Survey           |
| 711065 | 2014 HQ235               | 30 aprile 2014    | Pan-STARRS                    |
| 711066 | 2014 HO236               | 20 aprile 2014    | Mount Lemmon Survey           |
| 711067 | 2014 HQ237               | 29 aprile 2014    | Pan-STARRS                    |
| 711068 | 2014 HU237               | 4 novembre 2015   | Pan-STARRS                    |
| 711069 | 2014 HL239               | 10 marzo 2008     | Mount Lemmon Survey           |
| 711070 | 2014 HU239               | 10 agosto 2015    | Pan-STARRS                    |
| 711071 | 2014 HM244               | 24 luglio 2015    | Pan-STARRS                    |
| 711072 | 2014 HK251               | 10 agosto 2016    | Pan-STARRS                    |
| 711073 | 2014 HG256               | 26 novembre 2016  | Pan-STARRS                    |
| 711074 | 2014 HJ256               | 2 aprile 2014     | Mount Lemmon Survey           |
| 711075 | 2014 HD290               | 21 marzo 2009     | Mount Lemmon Survey           |
| 711076 | 2014 HX297               | 2 novembre 2016   | Mount Lemmon Survey           |
| 711077 | 2014 HU340               | 23 aprile 2014    | Mount Lemmon Survey           |
| 711078 | 2014 JG                  | 2 maggio 2014     | Mount Lemmon Survey           |
| 711079 | 2014 JC1                 | 30 dicembre 2008  | Spacewatch                    |
| 711080 | 2014 JU7                 | 3 maggio 2014     | Mount Lemmon Survey           |
| 711081 | 2014 JU16                | 2 maggio 2014     | Mount Lemmon Survey           |
| 711082 | 2014 JO21                | 8 aprile 2014     | Pan-STARRS                    |
| 711083 | 2014 JB22                | 4 maggio 2014     | Pan-STARRS                    |
| 711084 | 2014 JD22                | 4 maggio 2014     | Pan-STARRS                    |
| 711085 | 2014 JE22                | 4 maggio 2014     | Pan-STARRS                    |
| 711086 | 2014 JJ24                | 10 gennaio 2013   | Pan-STARRS                    |
| 711087 | 2014 JQ27                | 8 aprile 2014     | Pan-STARRS                    |
| 711088 | 2014 JT27                | 23 settembre 2011 | Pan-STARRS                    |
| 711089 | 2014 JX31                | 29 aprile 2014    | Pan-STARRS                    |
| 711090 | 2014 JL32                | 30 novembre 2011  | Spacewatch                    |
| 711091 | 2014 JH34                | 23 ottobre 2003   | Spacewatch                    |
| 711092 | 2014 JM35                | 4 maggio 2014     | Pan-STARRS                    |
| 711093 | 2014 JM36                | 3 maggio 2014     | Mount Lemmon Survey           |
| 711094 | 2014 JQ36                | 29 aprile 2014    | ESA OGS                       |
| 711095 | 2014 JW38                | 15 settembre 2006 | Spacewatch                    |
| 711096 | 2014 JO39                | 3 febbraio 2013   | Pan-STARRS                    |
| 711097 | 2014 JH41                | 28 agosto 2006    | Spacewatch                    |
| 711098 | 2014 JS41                | 5 maggio 2014     | Mount Lemmon Survey           |
| 711099 | 2014 JA42                | 5 maggio 2014     | Spacewatch                    |
| 711100 | 2014 JU47                | 2 febbraio 2013   | Mount Lemmon Survey           |

## 711101–711200
| Nome   | Designazione provvisoria | Data di scoperta  | Scopritore            |
| ------ | ------------------------ | ----------------- | --------------------- |
| 711101 | 2014 JG50                | 2 aprile 2009     | Spacewatch            |
| 711102 | 2014 JK50                | 4 maggio 2014     | Mount Lemmon Survey   |
| 711103 | 2014 JZ54                | 1 febbraio 2013   | Pan-STARRS            |
| 711104 | 2014 JT55                | 27 novembre 2012  | Mount Lemmon Survey   |
| 711105 | 2014 JW61                | 22 aprile 2009    | Mount Lemmon Survey   |
| 711106 | 2014 JV73                | 1 marzo 2009      | Spacewatch            |
| 711107 | 2014 JQ84                | 2 maggio 2014     | Mount Lemmon Survey   |
| 711108 | 2014 JS84                | 23 ottobre 2006   | Mount Lemmon Survey   |
| 711109 | 2014 JG86                | 25 marzo 2014     | Spacewatch            |
| 711110 | 2014 JK86                | 4 maggio 2014     | Pan-STARRS            |
| 711111 | 2014 JL86                | 4 maggio 2014     | Pan-STARRS            |
| 711112 | 2014 JS86                | 8 maggio 2014     | Pan-STARRS            |
| 711113 | 2014 JZ86                | 5 novembre 2007   | Spacewatch            |
| 711114 | 2014 JP87                | 2 maggio 2014     | Mount Lemmon Survey   |
| 711115 | 2014 JX88                | 17 gennaio 2013   | Pan-STARRS            |
| 711116 | 2014 JF89                | 6 maggio 2014     | Pan-STARRS            |
| 711117 | 2014 JL89                | 6 maggio 2014     | Pan-STARRS            |
| 711118 | 2014 JU90                | 9 maggio 2014     | A. R. Gibbs           |
| 711119 | 2014 JE91                | 6 febbraio 2002   | R. Millis, M. W. Buie |
| 711120 | 2014 JL91                | 4 ottobre 2011    | K. Sárneczky          |
| 711121 | 2014 JG92                | 5 maggio 2014     | Mount Lemmon Survey   |
| 711122 | 2014 JO98                | 8 maggio 2014     | Pan-STARRS            |
| 711123 | 2014 JO105               | 6 maggio 2014     | Pan-STARRS            |
| 711124 | 2014 JS105               | 8 maggio 2014     | Pan-STARRS            |
| 711125 | 2014 JT105               | 8 maggio 2014     | Pan-STARRS            |
| 711126 | 2014 JN106               | 8 maggio 2014     | Pan-STARRS            |
| 711127 | 2014 JP111               | 7 maggio 2014     | Pan-STARRS            |
| 711128 | 2014 JX111               | 8 maggio 2014     | Pan-STARRS            |
| 711129 | 2014 JB112               | 7 maggio 2014     | Pan-STARRS            |
| 711130 | 2014 JO112               | 3 maggio 2014     | Mount Lemmon Survey   |
| 711131 | 2014 JY113               | 4 maggio 2014     | Pan-STARRS            |
| 711132 | 2014 JN114               | 5 maggio 2014     | Mount Lemmon Survey   |
| 711133 | 2014 JH115               | 6 maggio 2014     | Pan-STARRS            |
| 711134 | 2014 JK115               | 3 maggio 2014     | Mount Lemmon Survey   |
| 711135 | 2014 JN120               | 19 gennaio 2013   | Spacewatch            |
| 711136 | 2014 JR122               | 8 maggio 2014     | Pan-STARRS            |
| 711137 | 2014 JX125               | 8 maggio 2014     | Pan-STARRS            |
| 711138 | 2014 JA126               | 30 marzo 2008     | Spacewatch            |
| 711139 | 2014 JC131               | 6 maggio 2014     | Pan-STARRS            |
| 711140 | 2014 JZ137               | 7 maggio 2014     | Pan-STARRS            |
| 711141 | 2014 JP140               | 8 maggio 2014     | Pan-STARRS            |
| 711142 | 2014 JT150               | 5 maggio 2014     | Mount Lemmon Survey   |
| 711143 | 2014 KO                  | 3 marzo 2009      | CSS                   |
| 711144 | 2014 KO5                 | 31 ottobre 2011   | Spacewatch            |
| 711145 | 2014 KH9                 | 18 ottobre 2011   | Mount Lemmon Survey   |
| 711146 | 2014 KE10                | 26 ottobre 2011   | Pan-STARRS            |
| 711147 | 2014 KV12                | 7 novembre 2007   | Mount Lemmon Survey   |
| 711148 | 2014 KM13                | 18 settembre 2012 | Mount Lemmon Survey   |
| 711149 | 2014 KJ14                | 21 maggio 2014    | Pan-STARRS            |
| 711150 | 2014 KL14                | 21 maggio 2014    | Pan-STARRS            |
| 711151 | 2014 KN14                | 23 maggio 2003    | Spacewatch            |
| 711152 | 2014 KG15                | 18 ottobre 2011   | Mount Lemmon Survey   |
| 711153 | 2014 KZ16                | 16 febbraio 2013  | Mount Lemmon Survey   |
| 711154 | 2014 KK17                | 23 aprile 2014    | Spacewatch            |
| 711155 | 2014 KE20                | 12 ottobre 2007   | Mount Lemmon Survey   |
| 711156 | 2014 KJ29                | 18 novembre 2011  | Mount Lemmon Survey   |
| 711157 | 2014 KD30                | 12 ottobre 2010   | Mount Lemmon Survey   |
| 711158 | 2014 KL30                | 30 aprile 2014    | ESA OGS               |
| 711159 | 2014 KZ30                | 29 aprile 2014    | ESA OGS               |
| 711160 | 2014 KQ32                | 7 maggio 2014     | Pan-STARRS            |
| 711161 | 2014 KF35                | 16 settembre 2010 | Mount Lemmon Survey   |
| 711162 | 2014 KH37                | 31 gennaio 2013   | Mount Lemmon Survey   |
| 711163 | 2014 KS37                | 11 dicembre 2012  | Mount Lemmon Survey   |
| 711164 | 2014 KF40                | 21 maggio 2014    | Pan-STARRS            |
| 711165 | 2014 KY40                | 1 ottobre 2006    | Spacewatch            |
| 711166 | 2014 KP42                | 21 maggio 2014    | Pan-STARRS            |
| 711167 | 2014 KJ47                | 2 febbraio 2008   | Mount Lemmon Survey   |
| 711168 | 2014 KW48                | 30 settembre 2005 | Mount Lemmon Survey   |
| 711169 | 2014 KO49                | 18 novembre 2011  | Mount Lemmon Survey   |
| 711170 | 2014 KQ54                | 17 settembre 2006 | Spacewatch            |
| 711171 | 2014 KO55                | 25 settembre 2006 | Spacewatch            |
| 711172 | 2014 KV55                | 7 maggio 2014     | Pan-STARRS            |
| 711173 | 2014 KF57                | 17 giugno 2010    | Mount Lemmon Survey   |
| 711174 | 2014 KR60                | 29 novembre 2011  | Mount Lemmon Survey   |
| 711175 | 2014 KH63                | 28 agosto 2003    | NEAT                  |
| 711176 | 2014 KY63                | 26 ottobre 2011   | Pan-STARRS            |
| 711177 | 2014 KT65                | 2 settembre 2010  | Mount Lemmon Survey   |
| 711178 | 2014 KG69                | 4 febbraio 2013   | C. Rinner             |
| 711179 | 2014 KK71                | 20 ottobre 2001   | LINEAR                |
| 711180 | 2014 KL75                | 12 novembre 2012  | Mount Lemmon Survey   |
| 711181 | 2014 KK79                | 26 gennaio 2006   | Mount Lemmon Survey   |
| 711182 | 2014 KX79                | 26 settembre 2006 | Spacewatch            |
| 711183 | 2014 KK80                | 6 maggio 2014     | Pan-STARRS            |
| 711184 | 2014 KN82                | 31 agosto 2005    | NEAT                  |
| 711185 | 2014 KF86                | 12 aprile 1996    | Spacewatch            |
| 711186 | 2014 KN92                | 13 gennaio 2008   | Mount Lemmon Survey   |
| 711187 | 2014 KM97                | 22 gennaio 2013   | Mount Lemmon Survey   |
| 711188 | 2014 KX97                | 3 gennaio 2009    | Mount Lemmon Survey   |
| 711189 | 2014 KS98                | 25 ottobre 2011   | Pan-STARRS            |
| 711190 | 2014 KF99                | 17 settembre 2010 | Mount Lemmon Survey   |
| 711191 | 2014 KB100               | 8 ottobre 2012    | Pan-STARRS            |
| 711192 | 2014 KJ100               | 8 marzo 2009      | Mount Lemmon Survey   |
| 711193 | 2014 KO101               | 3 settembre 2010  | Mount Lemmon Survey   |
| 711194 | 2014 KW103               | 4 gennaio 2013    | CTIO-DECam            |
| 711195 | 2014 KH104               | 28 maggio 2014    | Pan-STARRS            |
| 711196 | 2014 KL105               | 21 maggio 2014    | Pan-STARRS            |
| 711197 | 2014 KG106               | 9 febbraio 2005   | Spacewatch            |
| 711198 | 2014 KY106               | 9 novembre 2007   | Spacewatch            |
| 711199 | 2014 KD107               | 9 febbraio 2013   | Pan-STARRS            |
| 711200 | 2014 KT107               | 28 maggio 2014    | Mount Lemmon Survey   |

## 711201–711300
| Nome   | Designazione provvisoria | Data di scoperta  | Scopritore          |
| ------ | ------------------------ | ----------------- | ------------------- |
| 711201 | 2014 KY108               | 3 luglio 2005     | Mount Lemmon Survey |
| 711202 | 2014 KS109               | 23 maggio 2014    | Pan-STARRS          |
| 711203 | 2014 KN111               | 5 marzo 2008      | Mount Lemmon Survey |
| 711204 | 2014 KN116               | 21 maggio 2014    | Mount Lemmon Survey |
| 711205 | 2014 KO125               | 21 maggio 2014    | Pan-STARRS          |
| 711206 | 2014 KS125               | 30 maggio 2014    | Pan-STARRS          |
| 711207 | 2014 KW125               | 20 maggio 2014    | Pan-STARRS          |
| 711208 | 2014 KA127               | 27 maggio 2014    | Pan-STARRS          |
| 711209 | 2014 KS127               | 25 maggio 2014    | Pan-STARRS          |
| 711210 | 2014 KQ128               | 21 maggio 2014    | Pan-STARRS          |
| 711211 | 2014 KK132               | 28 maggio 2014    | Pan-STARRS          |
| 711212 | 2014 KR133               | 20 maggio 2014    | Pan-STARRS          |
| 711213 | 2014 KT140               | 30 maggio 2014    | Pan-STARRS          |
| 711214 | 2014 KA144               | 24 maggio 2014    | Pan-STARRS          |
| 711215 | 2014 KC144               | 21 maggio 2014    | Pan-STARRS          |
| 711216 | 2014 KX144               | 21 maggio 2014    | Pan-STARRS          |
| 711217 | 2014 KE150               | 7 maggio 2014     | Pan-STARRS          |
| 711218 | 2014 KN155               | 20 maggio 2014    | Pan-STARRS          |
| 711219 | 2014 KO155               | 24 maggio 2014    | Pan-STARRS          |
| 711220 | 2014 KA166               | 21 maggio 2014    | Pan-STARRS          |
| 711221 | 2014 LF2                 | 29 marzo 2009     | Mount Lemmon Survey |
| 711222 | 2014 LH2                 | 8 maggio 2014     | Pan-STARRS          |
| 711223 | 2014 LU5                 | 16 febbraio 2013  | Mount Lemmon Survey |
| 711224 | 2014 LJ6                 | 31 gennaio 2008   | Mount Lemmon Survey |
| 711225 | 2014 LT6                 | 30 aprile 2014    | Pan-STARRS          |
| 711226 | 2014 LY6                 | 7 maggio 2014     | Pan-STARRS          |
| 711227 | 2014 LO7                 | 24 aprile 2014    | Spacewatch          |
| 711228 | 2014 LL8                 | 7 maggio 2014     | Pan-STARRS          |
| 711229 | 2014 LM8                 | 7 maggio 2014     | Pan-STARRS          |
| 711230 | 2014 LH14                | 20 febbraio 2009  | CSS                 |
| 711231 | 2014 LO20                | 7 dicembre 2012   | Pan-STARRS          |
| 711232 | 2014 LH23                | 4 dicembre 2008   | Spacewatch          |
| 711233 | 2014 LW23                | 22 novembre 2011  | Mount Lemmon Survey |
| 711234 | 2014 LS24                | 18 giugno 2005    | Mount Lemmon Survey |
| 711235 | 2014 LL27                | 9 maggio 2014     | Pan-STARRS          |
| 711236 | 2014 LX29                | 14 aprile 2004    | SSS                 |
| 711237 | 2014 LU30                | 4 settembre 2010  | Mount Lemmon Survey |
| 711238 | 2014 LW30                | 13 ottobre 2010   | Mount Lemmon Survey |
| 711239 | 2014 LK32                | 9 settembre 2001  | LONEOS              |
| 711240 | 2014 LN32                | 19 febbraio 2009  | Spacewatch          |
| 711241 | 2014 LB37                | 6 giugno 2014     | Pan-STARRS          |
| 711242 | 2014 LH38                | 3 giugno 2014     | Pan-STARRS          |
| 711243 | 2014 LM38                | 2 giugno 2014     | Mount Lemmon Survey |
| 711244 | 2014 LY39                | 5 giugno 2014     | Pan-STARRS          |
| 711245 | 2014 MY3                 | 24 febbraio 2009  | Mount Lemmon Survey |
| 711246 | 2014 MM6                 | 5 aprile 2014     | Pan-STARRS          |
| 711247 | 2014 MV9                 | 5 maggio 2014     | Mount Lemmon Survey |
| 711248 | 2014 MM11                | 4 settembre 2011  | Pan-STARRS          |
| 711249 | 2014 MR12                | 21 giugno 2014    | Mount Lemmon Survey |
| 711250 | 2014 ML13                | 27 maggio 2014    | Pan-STARRS          |
| 711251 | 2014 MY14                | 9 maggio 2014     | Pan-STARRS          |
| 711252 | 2014 MN32                | 28 febbraio 2009  | Spacewatch          |
| 711253 | 2014 MR33                | 25 maggio 2014    | Pan-STARRS          |
| 711254 | 2014 ME37                | 2 settembre 2010  | Mount Lemmon Survey |
| 711255 | 2014 MA46                | 27 giugno 2014    | Pan-STARRS          |
| 711256 | 2014 MH50                | 11 febbraio 2012  | Mount Lemmon Survey |
| 711257 | 2014 MK51                | 30 giugno 2014    | Spacewatch          |
| 711258 | 2014 MZ51                | 30 ottobre 2005   | Spacewatch          |
| 711259 | 2014 MC53                | 4 luglio 2005     | Mount Lemmon Survey |
| 711260 | 2014 MU53                | 14 dicembre 2010  | Mount Lemmon Survey |
| 711261 | 2014 MY54                | 14 marzo 2013     | PTF                 |
| 711262 | 2014 MU56                | 27 giugno 2014    | Pan-STARRS          |
| 711263 | 2014 ML59                | 30 giugno 2014    | Mount Lemmon Survey |
| 711264 | 2014 MH62                | 28 giugno 2014    | Spacewatch          |
| 711265 | 2014 MQ62                | 27 gennaio 2007   | Mount Lemmon Survey |
| 711266 | 2014 MO66                | 1 novembre 2010   | Mount Lemmon Survey |
| 711267 | 2014 MO69                | 16 febbraio 2009  | Spacewatch          |
| 711268 | 2014 MH72                | 24 giugno 2014    | Pan-STARRS          |
| 711269 | 2014 MY72                | 17 settembre 2009 | Mount Lemmon Survey |
| 711270 | 2014 MT73                | 17 settembre 2009 | Mount Lemmon Survey |
| 711271 | 2014 MM74                | 10 marzo 2008     | Spacewatch          |
| 711272 | 2014 MR76                | 28 giugno 2014    | Spacewatch          |
| 711273 | 2014 MX76                | 28 giugno 2014    | Pan-STARRS          |
| 711274 | 2014 ME78                | 30 giugno 2014    | Pan-STARRS          |
| 711275 | 2014 MH78                | 30 giugno 2014    | Pan-STARRS          |
| 711276 | 2014 MZ80                | 22 giugno 2014    | Pan-STARRS          |
| 711277 | 2014 MC92                | 22 giugno 2014    | Mount Lemmon Survey |
| 711278 | 2014 MC95                | 29 giugno 2014    | Pan-STARRS          |
| 711279 | 2014 MV96                | 28 giugno 2014    | Pan-STARRS          |
| 711280 | 2014 MA100               | 28 giugno 2014    | Pan-STARRS          |
| 711281 | 2014 ND1                 | 5 giugno 2014     | Pan-STARRS          |
| 711282 | 2014 NP4                 | 1 luglio 2014     | Pan-STARRS          |
| 711283 | 2014 NO6                 | 17 settembre 2010 | Mount Lemmon Survey |
| 711284 | 2014 NW9                 | 18 settembre 2011 | Mount Lemmon Survey |
| 711285 | 2014 NC10                | 1 luglio 2014     | Pan-STARRS          |
| 711286 | 2014 NX14                | 6 ottobre 2005    | Mount Lemmon Survey |
| 711287 | 2014 NM15                | 19 novembre 2006  | Spacewatch          |
| 711288 | 2014 NG16                | 3 giugno 2014     | Pan-STARRS          |
| 711289 | 2014 NW18                | 25 febbraio 2007  | Spacewatch          |
| 711290 | 2014 NF19                | 5 settembre 2010  | Mount Lemmon Survey |
| 711291 | 2014 NQ19                | 7 ottobre 2004    | Spacewatch          |
| 711292 | 2014 NR21                | 13 maggio 2000    | Spacewatch          |
| 711293 | 2014 NJ22                | 3 giugno 2008     | Mount Lemmon Survey |
| 711294 | 2014 NR22                | 2 luglio 2014     | Pan-STARRS          |
| 711295 | 2014 NZ22                | 21 giugno 2014    | Mount Lemmon Survey |
| 711296 | 2014 NB23                | 7 maggio 2014     | Pan-STARRS          |
| 711297 | 2014 NV23                | 2 luglio 2014     | Pan-STARRS          |
| 711298 | 2014 NL24                | 17 novembre 2007  | Spacewatch          |
| 711299 | 2014 NX24                | 2 luglio 2014     | Pan-STARRS          |
| 711300 | 2014 NT25                | 26 agosto 2009    | CSS                 |

## 711301–711400
| Nome   | Designazione provvisoria | Data di scoperta  | Scopritore                   |
| ------ | ------------------------ | ----------------- | ---------------------------- |
| 711301 | 2014 NC26                | 16 febbraio 2007  | W. Bickel                    |
| 711302 | 2014 NH26                | 4 settembre 2010  | Spacewatch                   |
| 711303 | 2014 NU27                | 2 settembre 2010  | Mount Lemmon Survey          |
| 711304 | 2014 NV28                | 14 febbraio 2002  | A. C. Becker                 |
| 711305 | 2014 NN32                | 2 luglio 2014     | Pan-STARRS                   |
| 711306 | 2014 NC33                | 12 marzo 2000     | Spacewatch                   |
| 711307 | 2014 NL34                | 2 luglio 2014     | Pan-STARRS                   |
| 711308 | 2014 NJ38                | 16 settembre 2010 | Mount Lemmon Survey          |
| 711309 | 2014 NW39                | 3 luglio 2014     | Pan-STARRS                   |
| 711310 | 2014 NC41                | 8 maggio 2005     | Mount Lemmon Survey          |
| 711311 | 2014 NA46                | 1 luglio 2014     | Pan-STARRS                   |
| 711312 | 2014 NE47                | 5 dicembre 2007   | Mount Lemmon Survey          |
| 711313 | 2014 NJ49                | 3 luglio 2014     | Pan-STARRS                   |
| 711314 | 2014 NL56                | 2 gennaio 2011    | Mount Lemmon Survey          |
| 711315 | 2014 NE57                | 8 dicembre 2010   | Spacewatch                   |
| 711316 | 2014 NM57                | 6 luglio 2014     | Pan-STARRS                   |
| 711317 | 2014 NB58                | 11 dicembre 2012  | CSS                          |
| 711318 | 2014 NQ67                | 23 settembre 2005 | CSS                          |
| 711319 | 2014 NU68                | 8 luglio 2014     | Pan-STARRS                   |
| 711320 | 2014 NG69                | 22 agosto 2004    | Spacewatch                   |
| 711321 | 2014 NH70                | 1 gennaio 2012    | Mount Lemmon Survey          |
| 711322 | 2014 NK70                | 3 luglio 2014     | Pan-STARRS                   |
| 711323 | 2014 NE71                | 3 novembre 2010   | Spacewatch                   |
| 711324 | 2014 NU71                | 7 luglio 2014     | Pan-STARRS                   |
| 711325 | 2014 NX71                | 7 luglio 2014     | Pan-STARRS                   |
| 711326 | 2014 NV72                | 8 luglio 2014     | Pan-STARRS                   |
| 711327 | 2014 NA73                | 10 luglio 2014    | O. Zamora, O. Vaduvescu      |
| 711328 | 2014 NQ73                | 8 luglio 2014     | Pan-STARRS                   |
| 711329 | 2014 NT79                | 2 luglio 2014     | Pan-STARRS                   |
| 711330 | 2014 NV79                | 6 luglio 2014     | Pan-STARRS                   |
| 711331 | 2014 NF80                | 8 luglio 2014     | Pan-STARRS                   |
| 711332 | 2014 NH82                | 1 luglio 2014     | Pan-STARRS                   |
| 711333 | 2014 NE83                | 1 luglio 2014     | Pan-STARRS                   |
| 711334 | 2014 NG83                | 7 luglio 2014     | Pan-STARRS                   |
| 711335 | 2014 NP84                | 1 luglio 2014     | Pan-STARRS                   |
| 711336 | 2014 NO86                | 2 luglio 2014     | Pan-STARRS                   |
| 711337 | 2014 NH87                | 4 luglio 2014     | Pan-STARRS                   |
| 711338 | 2014 NP87                | 4 luglio 2014     | Pan-STARRS                   |
| 711339 | 2014 NE93                | 8 luglio 2014     | Pan-STARRS                   |
| 711340 | 2014 NS98                | 3 luglio 2014     | Pan-STARRS                   |
| 711341 | 2014 OA4                 | 3 luglio 2014     | Pan-STARRS                   |
| 711342 | 2014 OP5                 | 15 marzo 2012     | Mount Lemmon Survey          |
| 711343 | 2014 OX8                 | 25 maggio 2014    | Pan-STARRS                   |
| 711344 | 2014 OL9                 | 25 luglio 2014    | Pan-STARRS                   |
| 711345 | 2014 OJ10                | 20 dicembre 2000  | Spacewatch                   |
| 711346 | 2014 OJ13                | 27 gennaio 2012   | Mount Lemmon Survey          |
| 711347 | 2014 OO13                | 25 luglio 2014    | Pan-STARRS                   |
| 711348 | 2014 OQ13                | 10 dicembre 2010  | Mount Lemmon Survey          |
| 711349 | 2014 ON16                | 26 giugno 2014    | Pan-STARRS                   |
| 711350 | 2014 ON18                | 16 agosto 2002    | NEAT                         |
| 711351 | 2014 OE19                | 2 luglio 2014     | Pan-STARRS                   |
| 711352 | 2014 OD24                | 25 luglio 2014    | Pan-STARRS                   |
| 711353 | 2014 OX24                | 14 gennaio 2011   | Spacewatch                   |
| 711354 | 2014 OS25                | 2 giugno 2014     | Pan-STARRS                   |
| 711355 | 2014 OG26                | 25 luglio 2014    | Pan-STARRS                   |
| 711356 | 2014 OC27                | 16 aprile 2013    | CTIO-DECam                   |
| 711357 | 2014 OD27                | 2 giugno 2014     | Pan-STARRS                   |
| 711358 | 2014 OH30                | 25 luglio 2014    | Pan-STARRS                   |
| 711359 | 2014 OL31                | 25 luglio 2014    | Pan-STARRS                   |
| 711360 | 2014 OX33                | 25 luglio 2014    | Pan-STARRS                   |
| 711361 | 2014 OG34                | 27 giugno 2014    | Pan-STARRS                   |
| 711362 | 2014 OZ34                | 29 gennaio 2012   | Mount Lemmon Survey          |
| 711363 | 2014 OD35                | 30 ottobre 2011   | T. V. Kryachko, B. Satovskij |
| 711364 | 2014 OT36                | 2 gennaio 2012    | Spacewatch                   |
| 711365 | 2014 OB40                | 25 luglio 2014    | Pan-STARRS                   |
| 711366 | 2014 OF48                | 25 luglio 2014    | Pan-STARRS                   |
| 711367 | 2014 OF54                | 10 agosto 2009    | Spacewatch                   |
| 711368 | 2014 OM56                | 28 giugno 2014    | Spacewatch                   |
| 711369 | 2014 OE57                | 3 dicembre 2005   | Osservatorio di Mauna Kea    |
| 711370 | 2014 OU57                | 13 gennaio 2008   | Spacewatch                   |
| 711371 | 2014 OL59                | 28 novembre 2011  | Mount Lemmon Survey          |
| 711372 | 2014 OB60                | 27 giugno 2014    | Pan-STARRS                   |
| 711373 | 2014 OB61                | 13 marzo 2013     | Spacewatch                   |
| 711374 | 2014 OD61                | 3 luglio 2014     | Pan-STARRS                   |
| 711375 | 2014 OF62                | 25 luglio 2014    | Pan-STARRS                   |
| 711376 | 2014 OX62                | 9 marzo 2007      | Spacewatch                   |
| 711377 | 2014 OJ63                | 25 settembre 2005 | Spacewatch                   |
| 711378 | 2014 OV63                | 28 giugno 2014    | Pan-STARRS                   |
| 711379 | 2014 OO64                | 25 luglio 2014    | Pan-STARRS                   |
| 711380 | 2014 ON66                | 25 luglio 2014    | Pan-STARRS                   |
| 711381 | 2014 OX69                | 27 gennaio 2012   | Mount Lemmon Survey          |
| 711382 | 2014 OV73                | 10 maggio 2014    | Pan-STARRS                   |
| 711383 | 2014 OP76                | 19 luglio 2014    | N. Falla                     |
| 711384 | 2014 OY79                | 30 giugno 2014    | Pan-STARRS                   |
| 711385 | 2014 OV80                | 26 luglio 2014    | Pan-STARRS                   |
| 711386 | 2014 OQ88                | 4 luglio 2014     | Pan-STARRS                   |
| 711387 | 2014 OO99                | 9 febbraio 2008   | Spacewatch                   |
| 711388 | 2014 OC104               | 30 gennaio 2006   | Spacewatch                   |
| 711389 | 2014 OF104               | 15 aprile 2008    | Mount Lemmon Survey          |
| 711390 | 2014 OS104               | 27 luglio 2014    | ESA OGS                      |
| 711391 | 2014 OU104               | 25 luglio 2014    | Pan-STARRS                   |
| 711392 | 2014 OH105               | 29 aprile 2008    | Spacewatch                   |
| 711393 | 2014 OW105               | 27 giugno 2014    | Pan-STARRS                   |
| 711394 | 2014 OB108               | 14 ottobre 2007   | Mount Lemmon Survey          |
| 711395 | 2014 OL108               | 15 agosto 2009    | Spacewatch                   |
| 711396 | 2014 OB110               | 9 ottobre 2010    | Spacewatch                   |
| 711397 | 2014 OE113               | 1 aprile 2008     | Spacewatch                   |
| 711398 | 2014 OZ115               | 29 settembre 2010 | Mount Lemmon Survey          |
| 711399 | 2014 OV116               | 25 luglio 2014    | Pan-STARRS                   |
| 711400 | 2014 OZ116               | 20 novembre 2006  | Spacewatch                   |

## 711401–711500
| Nome   | Designazione provvisoria | Data di scoperta  | Scopritore                                        |
| ------ | ------------------------ | ----------------- | ------------------------------------------------- |
| 711401 | 2014 OD118               | 19 gennaio 2012   | Pan-STARRS                                        |
| 711402 | 2014 OQ118               | 25 giugno 2014    | Mount Lemmon Survey                               |
| 711403 | 2014 OB120               | 8 febbraio 2007   | Mount Lemmon Survey                               |
| 711404 | 2014 OD120               | 21 dicembre 2006  | Mount Lemmon Survey                               |
| 711405 | 2014 OJ120               | 29 giugno 2014    | Pan-STARRS                                        |
| 711406 | 2014 OF122               | 7 luglio 2010     | WISE                                              |
| 711407 | 2014 OG123               | 20 gennaio 2007   | R. Ferrando, M. Ferrando                          |
| 711408 | 2014 OJ123               | 10 novembre 1999  | Spacewatch                                        |
| 711409 | 2014 OM123               | 27 giugno 2014    | Pan-STARRS                                        |
| 711410 | 2014 OX124               | 8 ottobre 2010    | Spacewatch                                        |
| 711411 | 2014 OE126               | 3 luglio 2014     | Pan-STARRS                                        |
| 711412 | 2014 OV126               | 27 giugno 2014    | Pan-STARRS                                        |
| 711413 | 2014 OW127               | 25 luglio 2014    | Pan-STARRS                                        |
| 711414 | 2014 OJ134               | 27 luglio 2014    | Pan-STARRS                                        |
| 711415 | 2014 OA135               | 9 febbraio 2008   | Mount Lemmon Survey                               |
| 711416 | 2014 OM137               | 4 giugno 2014     | Pan-STARRS                                        |
| 711417 | 2014 OS138               | 8 febbraio 2013   | Spacewatch                                        |
| 711418 | 2014 OA139               | 16 marzo 2004     | Osservatorio di Mauna Kea                         |
| 711419 | 2014 OS141               | 18 marzo 2013     | Spacewatch                                        |
| 711420 | 2014 OY144               | 21 gennaio 2012   | Spacewatch                                        |
| 711421 | 2014 OH147               | 18 aprile 2013    | Mount Lemmon Survey                               |
| 711422 | 2014 OZ152               | 30 giugno 2014    | Pan-STARRS                                        |
| 711423 | 2014 OC161               | 26 ottobre 2006   | Osservatorio di Mauna Kea                         |
| 711424 | 2014 OH163               | 27 luglio 2014    | Pan-STARRS                                        |
| 711425 | 2014 OG164               | 13 aprile 2004    | Spacewatch                                        |
| 711426 | 2014 OP165               | 4 febbraio 2009   | Mount Lemmon Survey                               |
| 711427 | 2014 OJ169               | 29 giugno 2014    | Pan-STARRS                                        |
| 711428 | 2014 OD171               | 27 luglio 2014    | Pan-STARRS                                        |
| 711429 | 2014 OM171               | 27 luglio 2014    | Pan-STARRS                                        |
| 711430 | 2014 OK179               | 1 ottobre 2011    | Osservatorio astronomico della Montagna pistoiese |
| 711431 | 2014 ON179               | 4 agosto 2005     | NEAT                                              |
| 711432 | 2014 OX179               | 3 maggio 2008     | Spacewatch                                        |
| 711433 | 2014 OS182               | 27 luglio 2014    | Pan-STARRS                                        |
| 711434 | 2014 OY183               | 27 luglio 2014    | Pan-STARRS                                        |
| 711435 | 2014 OC184               | 4 settembre 2010  | Mount Lemmon Survey                               |
| 711436 | 2014 OG184               | 24 settembre 2009 | Mount Lemmon Survey                               |
| 711437 | 2014 OD189               | 27 luglio 2014    | Pan-STARRS                                        |
| 711438 | 2014 OL189               | 27 luglio 2014    | Pan-STARRS                                        |
| 711439 | 2014 OS191               | 27 luglio 2014    | Pan-STARRS                                        |
| 711440 | 2014 OY197               | 27 luglio 2014    | Pan-STARRS                                        |
| 711441 | 2014 OT199               | 28 luglio 2014    | Pan-STARRS                                        |
| 711442 | 2014 OF200               | 30 dicembre 2011  | Spacewatch                                        |
| 711443 | 2014 OY200               | 25 settembre 2000 | Spacewatch                                        |
| 711444 | 2014 OZ204               | 27 febbraio 2012  | Pan-STARRS                                        |
| 711445 | 2014 OS205               | 3 luglio 2014     | Pan-STARRS                                        |
| 711446 | 2014 OY207               | 25 luglio 2014    | Pan-STARRS                                        |
| 711447 | 2014 OJ210               | 25 luglio 2014    | Pan-STARRS                                        |
| 711448 | 2014 OM212               | 10 maggio 2014    | Pan-STARRS                                        |
| 711449 | 2014 OE213               | 25 gennaio 2007   | Spacewatch                                        |
| 711450 | 2014 OJ213               | 15 gennaio 2010   | Spacewatch                                        |
| 711451 | 2014 OE215               | 1 agosto 2000     | M. W. Buie, S. D. Kern                            |
| 711452 | 2014 OL215               | 11 novembre 2010  | Mount Lemmon Survey                               |
| 711453 | 2014 OC217               | 6 aprile 2008     | Mount Lemmon Survey                               |
| 711454 | 2014 OU219               | 15 febbraio 2007  | L. H. Wasserman                                   |
| 711455 | 2014 OO220               | 21 settembre 2011 | Spacewatch                                        |
| 711456 | 2014 OJ221               | 29 giugno 2014    | Pan-STARRS                                        |
| 711457 | 2014 OT221               | 9 febbraio 2007   | Spacewatch                                        |
| 711458 | 2014 OV222               | 29 giugno 2014    | Pan-STARRS                                        |
| 711459 | 2014 OL225               | 29 giugno 2014    | Pan-STARRS                                        |
| 711460 | 2014 OP226               | 6 luglio 2014     | Pan-STARRS                                        |
| 711461 | 2014 OY226               | 28 novembre 1994  | Spacewatch                                        |
| 711462 | 2014 OS227               | 26 gennaio 2012   | Pan-STARRS                                        |
| 711463 | 2014 OQ229               | 27 luglio 2014    | Pan-STARRS                                        |
| 711464 | 2014 OP231               | 27 luglio 2014    | Pan-STARRS                                        |
| 711465 | 2014 OT232               | 23 marzo 2012     | Mount Lemmon Survey                               |
| 711466 | 2014 OJ234               | 8 luglio 2014     | Pan-STARRS                                        |
| 711467 | 2014 OE235               | 2 novembre 2007   | Mount Lemmon Survey                               |
| 711468 | 2014 OM235               | 7 maggio 2014     | Pan-STARRS                                        |
| 711469 | 2014 OC238               | 9 gennaio 2002    | Spacewatch                                        |
| 711470 | 2014 OO239               | 25 luglio 2014    | Pan-STARRS                                        |
| 711471 | 2014 OK245               | 25 dicembre 2011  | Spacewatch                                        |
| 711472 | 2014 OQ246               | 29 luglio 2014    | Pan-STARRS                                        |
| 711473 | 2014 OT248               | 28 ottobre 2010   | Mount Lemmon Survey                               |
| 711474 | 2014 OH249               | 4 marzo 2013      | Pan-STARRS                                        |
| 711475 | 2014 OR249               | 26 gennaio 2007   | Spacewatch                                        |
| 711476 | 2014 OJ251               | 29 luglio 2014    | Pan-STARRS                                        |
| 711477 | 2014 OG253               | 29 luglio 2014    | Pan-STARRS                                        |
| 711478 | 2014 OC254               | 19 agosto 2009    | N. Teamo                                          |
| 711479 | 2014 OH256               | 15 ottobre 2001   | Spacewatch                                        |
| 711480 | 2014 OT261               | 11 aprile 2013    | Spacewatch                                        |
| 711481 | 2014 OR265               | 29 luglio 2014    | Pan-STARRS                                        |
| 711482 | 2014 OY265               | 29 luglio 2014    | Pan-STARRS                                        |
| 711483 | 2014 OD266               | 5 luglio 2011     | Pan-STARRS                                        |
| 711484 | 2014 OH266               | 29 giugno 2014    | Pan-STARRS                                        |
| 711485 | 2014 OV266               | 13 novembre 2010  | Mount Lemmon Survey                               |
| 711486 | 2014 OS267               | 20 febbraio 2012  | Pan-STARRS                                        |
| 711487 | 2014 OH269               | 29 luglio 2014    | Pan-STARRS                                        |
| 711488 | 2014 OX269               | 29 luglio 2014    | Pan-STARRS                                        |
| 711489 | 2014 OX271               | 29 giugno 2014    | Pan-STARRS                                        |
| 711490 | 2014 OL273               | 29 luglio 2014    | Pan-STARRS                                        |
| 711491 | 2014 OW273               | 29 giugno 2014    | Pan-STARRS                                        |
| 711492 | 2014 OB274               | 25 novembre 2010  | Mount Lemmon Survey                               |
| 711493 | 2014 OL275               | 27 giugno 2014    | Pan-STARRS                                        |
| 711494 | 2014 OC277               | 19 gennaio 2012   | Mount Lemmon Survey                               |
| 711495 | 2014 OJ279               | 29 luglio 2014    | Pan-STARRS                                        |
| 711496 | 2014 OW280               | 28 giugno 2014    | Pan-STARRS                                        |
| 711497 | 2014 OH281               | 8 luglio 2014     | Pan-STARRS                                        |
| 711498 | 2014 OO284               | 8 luglio 2014     | Pan-STARRS                                        |
| 711499 | 2014 OG285               | 8 luglio 2014     | Pan-STARRS                                        |
| 711500 | 2014 OC286               | 31 marzo 2013     | Mount Lemmon Survey                               |

## 711501–711600
| Nome   | Designazione provvisoria | Data di scoperta  | Scopritore                              |
| ------ | ------------------------ | ----------------- | --------------------------------------- |
| 711501 | 2014 OR286               | 30 gennaio 2011   | Mount Lemmon Survey                     |
| 711502 | 2014 OX290               | 29 aprile 2008    | Spacewatch                              |
| 711503 | 2014 OK291               | 6 luglio 2014     | Pan-STARRS                              |
| 711504 | 2014 OO291               | 7 marzo 2008      | CSS                                     |
| 711505 | 2014 OD292               | 14 aprile 2013    | Mount Lemmon Survey                     |
| 711506 | 2014 OR293               | 25 novembre 2011  | Pan-STARRS                              |
| 711507 | 2014 OS293               | 29 luglio 2014    | Pan-STARRS                              |
| 711508 | 2014 OT296               | 29 luglio 2014    | Pan-STARRS                              |
| 711509 | 2014 OW297               | 15 maggio 2013    | Pan-STARRS                              |
| 711510 | 2014 OL304               | 27 giugno 2014    | Pan-STARRS                              |
| 711511 | 2014 OR304               | 7 ottobre 2005    | Osservatorio di Mauna Kea               |
| 711512 | 2014 OE309               | 6 novembre 2005   | Spacewatch                              |
| 711513 | 2014 OP314               | 27 luglio 2014    | Pan-STARRS                              |
| 711514 | 2014 OM315               | 20 novembre 2003  | Kitt Peak Obs.                          |
| 711515 | 2014 OA318               | 25 dicembre 2005  | Mount Lemmon Survey                     |
| 711516 | 2014 OF319               | 29 luglio 2014    | Pan-STARRS                              |
| 711517 | 2014 OM320               | 2 ottobre 2006    | Mount Lemmon Survey                     |
| 711518 | 2014 OX322               | 29 luglio 2014    | Pan-STARRS                              |
| 711519 | 2014 OZ323               | 29 luglio 2014    | Pan-STARRS                              |
| 711520 | 2014 OA325               | 18 gennaio 2012   | Spacewatch                              |
| 711521 | 2014 OU326               | 29 luglio 2014    | Pan-STARRS                              |
| 711522 | 2014 OB331               | 27 giugno 2014    | Pan-STARRS                              |
| 711523 | 2014 OU335               | 30 luglio 2014    | Pan-STARRS                              |
| 711524 | 2014 OW337               | 1 luglio 2014     | Pan-STARRS                              |
| 711525 | 2014 OO338               | 3 giugno 2014     | Pan-STARRS                              |
| 711526 | 2014 OU340               | 15 ottobre 2004   | Mount Lemmon Survey                     |
| 711527 | 2014 OH345               | 24 giugno 2014    | O. Vaduvescu, V. Tudor                  |
| 711528 | 2014 OS349               | 16 settembre 2009 | Spacewatch                              |
| 711529 | 2014 OJ350               | 2 giugno 2014     | Mount Lemmon Survey                     |
| 711530 | 2014 OV351               | 24 giugno 2014    | Mount Lemmon Survey                     |
| 711531 | 2014 OP356               | 20 novembre 2006  | Spacewatch                              |
| 711532 | 2014 OF360               | 28 febbraio 2012  | Pan-STARRS                              |
| 711533 | 2014 ON360               | 7 luglio 2014     | Pan-STARRS                              |
| 711534 | 2014 OR361               | 20 giugno 2014    | Pan-STARRS                              |
| 711535 | 2014 OP363               | 27 marzo 2008     | Spacewatch                              |
| 711536 | 2014 OW367               | 4 luglio 2014     | Pan-STARRS                              |
| 711537 | 2014 OZ368               | 13 novembre 2010  | Mount Lemmon Survey                     |
| 711538 | 2014 OD373               | 23 agosto 2004    | Spacewatch                              |
| 711539 | 2014 OT374               | 2 luglio 2014     | Spacewatch                              |
| 711540 | 2014 OY375               | 27 giugno 2014    | Pan-STARRS                              |
| 711541 | 2014 OP376               | 3 settembre 2010  | Mount Lemmon Survey                     |
| 711542 | 2014 OQ378               | 6 febbraio 2013   | Spacewatch                              |
| 711543 | 2014 OM379               | 26 luglio 2014    | Pan-STARRS                              |
| 711544 | 2014 OW381               | 14 gennaio 2002   | Spacewatch                              |
| 711545 | 2014 OD382               | 28 settembre 2001 | NEAT                                    |
| 711546 | 2014 OX383               | 10 settembre 2004 | Spacewatch                              |
| 711547 | 2014 OM384               | 12 aprile 2013    | Pan-STARRS                              |
| 711548 | 2014 OP384               | 27 novembre 2010  | Mount Lemmon Survey                     |
| 711549 | 2014 OZ384               | 15 dicembre 2010  | Mount Lemmon Survey                     |
| 711550 | 2014 OT386               | 2 giugno 2014     | Mount Lemmon Survey                     |
| 711551 | 2014 OA390               | 30 ottobre 2010   | Mount Lemmon Survey                     |
| 711552 | 2014 OY397               | 29 luglio 2014    | Pan-STARRS                              |
| 711553 | 2014 OE399               | 2 ottobre 2005    | Mount Lemmon Survey                     |
| 711554 | 2014 OE401               | 23 settembre 2008 | Mount Lemmon Survey                     |
| 711555 | 2014 OA402               | 28 luglio 2014    | Pan-STARRS                              |
| 711556 | 2014 OL402               | 2 gennaio 2011    | Mount Lemmon Survey                     |
| 711557 | 2014 OP402               | 15 aprile 2013    | Pan-STARRS                              |
| 711558 | 2014 OT403               | 25 settembre 2009 | Spacewatch                              |
| 711559 | 2014 OY404               | 26 dicembre 2006  | Spacewatch                              |
| 711560 | 2014 OX406               | 25 luglio 2014    | Pan-STARRS                              |
| 711561 | 2014 OH407               | 6 dicembre 2010   | Mount Lemmon Survey                     |
| 711562 | 2014 OK407               | 25 luglio 2014    | Pan-STARRS                              |
| 711563 | 2014 OJ408               | 16 febbraio 2012  | Pan-STARRS                              |
| 711564 | 2014 OL408               | 29 settembre 2009 | Spacewatch                              |
| 711565 | 2014 ON408               | 14 marzo 2007     | Spacewatch                              |
| 711566 | 2014 OQ408               | 23 gennaio 2006   | Mount Lemmon Survey                     |
| 711567 | 2014 OV409               | 3 dicembre 2010   | Mount Lemmon Survey                     |
| 711568 | 2014 OY411               | 28 luglio 2014    | Pan-STARRS                              |
| 711569 | 2014 OE412               | 24 agosto 2003    | Cerro Tololo Obs.                       |
| 711570 | 2014 OF413               | 29 agosto 2005    | Spacewatch                              |
| 711571 | 2014 OQ413               | 24 settembre 2009 | Mount Lemmon Survey                     |
| 711572 | 2014 OH414               | 31 luglio 2014    | Pan-STARRS                              |
| 711573 | 2014 ON414               | 31 luglio 2014    | Pan-STARRS                              |
| 711574 | 2014 OP414               | 31 luglio 2014    | Pan-STARRS                              |
| 711575 | 2014 OQ414               | 30 gennaio 2011   | Mount Lemmon Survey                     |
| 711576 | 2014 OJ432               | 25 luglio 2014    | Pan-STARRS                              |
| 711577 | 2014 OK432               | 28 luglio 2014    | Pan-STARRS                              |
| 711578 | 2014 OK434               | 31 luglio 2014    | Pan-STARRS                              |
| 711579 | 2014 OB447               | 27 luglio 2014    | Pan-STARRS                              |
| 711580 | 2014 OZ450               | 28 luglio 2014    | Pan-STARRS                              |
| 711581 | 2014 OS457               | 30 luglio 2014    | Pan-STARRS                              |
| 711582 | 2014 OO465               | 28 luglio 2014    | Pan-STARRS                              |
| 711583 | 2014 OM470               | 25 luglio 2014    | Pan-STARRS                              |
| 711584 | 2014 OD478               | 29 luglio 2014    | Pan-STARRS                              |
| 711585 | 2014 OU480               | 25 luglio 2014    | Pan-STARRS                              |
| 711586 | 2014 OE481               | 25 luglio 2014    | Pan-STARRS                              |
| 711587 | 2014 ON483               | 6 novembre 2016   | Pan-STARRS                              |
| 711588 | 2014 PD3                 | 29 giugno 2014    | Pan-STARRS                              |
| 711589 | 2014 PK3                 | 24 giugno 2014    | Mount Lemmon Survey                     |
| 711590 | 2014 PY4                 | 25 luglio 2014    | Pan-STARRS                              |
| 711591 | 2014 PA5                 | 17 marzo 2013     | Mount Lemmon Survey                     |
| 711592 | 2014 PF7                 | 2 novembre 2010   | Mount Lemmon Survey                     |
| 711593 | 2014 PF10                | 25 luglio 2014    | Pan-STARRS                              |
| 711594 | 2014 PB11                | 4 agosto 2014     | Pan-STARRS                              |
| 711595 | 2014 PU11                | 11 ottobre 2004   | L. H. Wasserman, J. R. Lovering         |
| 711596 | 2014 PW14                | 1 dicembre 2005   | L. H. Wasserman, R. Millis              |
| 711597 | 2014 PX16                | 10 gennaio 2006   | Mount Lemmon Survey                     |
| 711598 | 2014 PA18                | 8 febbraio 2008   | Spacewatch                              |
| 711599 | 2014 PV19                | 6 giugno 2014     | Osservatorio del Roque de los Muchachos |
| 711600 | 2014 PS20                | 18 febbraio 2010  | Mount Lemmon Survey                     |

## 711601–711700
| Nome   | Designazione provvisoria | Data di scoperta  | Scopritore          |
| ------ | ------------------------ | ----------------- | ------------------- |
| 711601 | 2014 PD22                | 23 maggio 2003    | Spacewatch          |
| 711602 | 2014 PH23                | 7 gennaio 2006    | Spacewatch          |
| 711603 | 2014 PT25                | 17 aprile 2013    | Pan-STARRS          |
| 711604 | 2014 PL28                | 25 ottobre 2011   | Pan-STARRS          |
| 711605 | 2014 PR28                | 28 giugno 2014    | Pan-STARRS          |
| 711606 | 2014 PZ30                | 13 marzo 2013     | PTF                 |
| 711607 | 2014 PH31                | 15 gennaio 2009   | Spacewatch          |
| 711608 | 2014 PT31                | 15 marzo 2007     | W. Ries             |
| 711609 | 2014 PU31                | 9 gennaio 2006    | Spacewatch          |
| 711610 | 2014 PL32                | 25 settembre 2009 | Spacewatch          |
| 711611 | 2014 PR32                | 6 gennaio 2006    | Spacewatch          |
| 711612 | 2014 PT32                | 16 febbraio 2012  | Pan-STARRS          |
| 711613 | 2014 PF35                | 28 agosto 2005    | Spacewatch          |
| 711614 | 2014 PE36                | 13 gennaio 2000   | Spacewatch          |
| 711615 | 2014 PK38                | 4 agosto 2014     | Pan-STARRS          |
| 711616 | 2014 PE41                | 25 agosto 2003    | Cerro Tololo Obs.   |
| 711617 | 2014 PT41                | 28 luglio 2014    | Pan-STARRS          |
| 711618 | 2014 PV41                | 27 marzo 2008     | Mount Lemmon Survey |
| 711619 | 2014 PM43                | 4 agosto 2014     | Pan-STARRS          |
| 711620 | 2014 PE44                | 4 agosto 2014     | Pan-STARRS          |
| 711621 | 2014 PH45                | 27 ottobre 2005   | Mount Lemmon Survey |
| 711622 | 2014 PJ46                | 25 dicembre 2010  | Mount Lemmon Survey |
| 711623 | 2014 PM54                | 7 giugno 2013     | Pan-STARRS          |
| 711624 | 2014 PN55                | 30 gennaio 2011   | Mount Lemmon Survey |
| 711625 | 2014 PR55                | 30 luglio 2014    | Spacewatch          |
| 711626 | 2014 PR60                | 26 maggio 2014    | Pan-STARRS          |
| 711627 | 2014 PH61                | 22 giugno 2014    | Pan-STARRS          |
| 711628 | 2014 PE63                | 8 agosto 2004     | LINEAR              |
| 711629 | 2014 PK72                | 16 settembre 2009 | Spacewatch          |
| 711630 | 2014 PD73                | 27 marzo 2008     | Mount Lemmon Survey |
| 711631 | 2014 PN73                | 20 dicembre 2004  | Mount Lemmon Survey |
| 711632 | 2014 PQ73                | 3 agosto 2014     | Pan-STARRS          |
| 711633 | 2014 PU73                | 20 settembre 2009 | Spacewatch          |
| 711634 | 2014 PB74                | 3 agosto 2014     | Pan-STARRS          |
| 711635 | 2014 PO74                | 20 settembre 2009 | Spacewatch          |
| 711636 | 2014 PR74                | 18 settembre 2009 | Mount Lemmon Survey |
| 711637 | 2014 PB75                | 19 settembre 2009 | Spacewatch          |
| 711638 | 2014 PQ75                | 27 agosto 2009    | Spacewatch          |
| 711639 | 2014 PP76                | 3 agosto 2014     | Pan-STARRS          |
| 711640 | 2014 PA77                | 4 agosto 2014     | Pan-STARRS          |
| 711641 | 2014 PF78                | 27 luglio 2014    | Pan-STARRS          |
| 711642 | 2014 PM78                | 10 gennaio 2007   | Spacewatch          |
| 711643 | 2014 PF80                | 4 settembre 2011  | Pan-STARRS          |
| 711644 | 2014 PX81                | 19 gennaio 2012   | Pan-STARRS          |
| 711645 | 2014 PG88                | 6 agosto 2014     | Spacewatch          |
| 711646 | 2014 PE90                | 3 agosto 2014     | Pan-STARRS          |
| 711647 | 2014 PW104               | 4 gennaio 2012    | Mount Lemmon Survey |
| 711648 | 2014 QE4                 | 4 luglio 2014     | Pan-STARRS          |
| 711649 | 2014 QE8                 | 13 marzo 2012     | Mount Lemmon Survey |
| 711650 | 2014 QS9                 | 11 marzo 2008     | Mount Lemmon Survey |
| 711651 | 2014 QD12                | 3 luglio 2014     | Pan-STARRS          |
| 711652 | 2014 QL14                | 18 agosto 2014    | Pan-STARRS          |
| 711653 | 2014 QX15                | 29 giugno 2014    | Mount Lemmon Survey |
| 711654 | 2014 QZ17                | 21 settembre 2003 | Spacewatch          |
| 711655 | 2014 QB18                | 27 luglio 2014    | Pan-STARRS          |
| 711656 | 2014 QE18                | 18 novembre 2009  | Spacewatch          |
| 711657 | 2014 QJ18                | 29 settembre 2009 | Spacewatch          |
| 711658 | 2014 QV20                | 18 agosto 2014    | Pan-STARRS          |
| 711659 | 2014 QH26                | 18 agosto 2014    | Pan-STARRS          |
| 711660 | 2014 QM27                | 18 agosto 2014    | Pan-STARRS          |
| 711661 | 2014 QR29                | 18 agosto 2014    | Pan-STARRS          |
| 711662 | 2014 QP31                | 18 agosto 2014    | Pan-STARRS          |
| 711663 | 2014 QV34                | 25 maggio 2014    | Pan-STARRS          |
| 711664 | 2014 QF37                | 3 gennaio 2012    | Mount Lemmon Survey |
| 711665 | 2014 QP37                | 13 novembre 2010  | Mount Lemmon Survey |
| 711666 | 2014 QC38                | 1 luglio 2014     | Pan-STARRS          |
| 711667 | 2014 QA39                | 18 agosto 2014    | Pan-STARRS          |
| 711668 | 2014 QO40                | 31 agosto 2005    | Spacewatch          |
| 711669 | 2014 QF44                | 2 gennaio 2012    | Mount Lemmon Survey |
| 711670 | 2014 QN44                | 27 gennaio 2007   | Mount Lemmon Survey |
| 711671 | 2014 QF46                | 25 giugno 2014    | Spacewatch          |
| 711672 | 2014 QE50                | 19 aprile 2013    | Pan-STARRS          |
| 711673 | 2014 QJ53                | 15 marzo 2013     | Spacewatch          |
| 711674 | 2014 QP55                | 6 dicembre 2010   | Mount Lemmon Survey |
| 711675 | 2014 QG57                | 20 agosto 2014    | Pan-STARRS          |
| 711676 | 2014 QM57                | 3 aprile 2008     | Spacewatch          |
| 711677 | 2014 QV57                | 27 settembre 2006 | Spacewatch          |
| 711678 | 2014 QM59                | 9 aprile 2013     | Pan-STARRS          |
| 711679 | 2014 QY60                | 14 dicembre 2010  | Mount Lemmon Survey |
| 711680 | 2014 QJ62                | 21 febbraio 2007  | Mount Lemmon Survey |
| 711681 | 2014 QQ63                | 17 dicembre 2007  | Spacewatch          |
| 711682 | 2014 QZ66                | 11 febbraio 2012  | Mount Lemmon Survey |
| 711683 | 2014 QU67                | 12 aprile 2013    | Pan-STARRS          |
| 711684 | 2014 QR71                | 20 agosto 2014    | Pan-STARRS          |
| 711685 | 2014 QG72                | 1 luglio 2014     | Pan-STARRS          |
| 711686 | 2014 QA73                | 1 dicembre 2010   | Mount Lemmon Survey |
| 711687 | 2014 QB74                | 6 dicembre 2010   | Mount Lemmon Survey |
| 711688 | 2014 QK74                | 18 settembre 2010 | Mount Lemmon Survey |
| 711689 | 2014 QT76                | 20 agosto 2014    | Pan-STARRS          |
| 711690 | 2014 QC77                | 20 agosto 2014    | Pan-STARRS          |
| 711691 | 2014 QL77                | 28 agosto 2009    | Spacewatch          |
| 711692 | 2014 QO81                | 24 giugno 2014    | Pan-STARRS          |
| 711693 | 2014 QV83                | 24 giugno 2014    | Pan-STARRS          |
| 711694 | 2014 QZ85                | 20 novembre 2003  | Kitt Peak Obs.      |
| 711695 | 2014 QC87                | 20 agosto 2014    | Pan-STARRS          |
| 711696 | 2014 QE88                | 10 novembre 2010  | Mount Lemmon Survey |
| 711697 | 2014 QJ88                | 20 agosto 2014    | Pan-STARRS          |
| 711698 | 2014 QT88                | 20 agosto 2014    | Pan-STARRS          |
| 711699 | 2014 QV88                | 20 agosto 2014    | Pan-STARRS          |
| 711700 | 2014 QL89                | 20 agosto 2014    | Pan-STARRS          |

## 711701–711800
| Nome   | Designazione provvisoria | Data di scoperta  | Scopritore                |
| ------ | ------------------------ | ----------------- | ------------------------- |
| 711701 | 2014 QQ89                | 26 novembre 2010  | Mount Lemmon Survey       |
| 711702 | 2014 QR94                | 6 agosto 2014     | Spacewatch                |
| 711703 | 2014 QF95                | 20 agosto 2014    | Pan-STARRS                |
| 711704 | 2014 QF97                | 20 agosto 2014    | Pan-STARRS                |
| 711705 | 2014 QJ97                | 12 maggio 2013    | Pan-STARRS                |
| 711706 | 2014 QR99                | 10 febbraio 2008  | Spacewatch                |
| 711707 | 2014 QP100               | 11 ottobre 2010   | Mount Lemmon Survey       |
| 711708 | 2014 QW105               | 13 novembre 2010  | Mount Lemmon Survey       |
| 711709 | 2014 QH106               | 20 agosto 2014    | Pan-STARRS                |
| 711710 | 2014 QL106               | 20 agosto 2014    | Pan-STARRS                |
| 711711 | 2014 QL109               | 1 luglio 2014     | Pan-STARRS                |
| 711712 | 2014 QQ113               | 25 gennaio 2003   | SDSS Collaboration        |
| 711713 | 2014 QZ114               | 20 agosto 2014    | Pan-STARRS                |
| 711714 | 2014 QU115               | 15 febbraio 2012  | Pan-STARRS                |
| 711715 | 2014 QZ116               | 17 settembre 2003 | Spacewatch                |
| 711716 | 2014 QC117               | 3 agosto 2014     | Pan-STARRS                |
| 711717 | 2014 QO120               | 12 marzo 2007     | Spacewatch                |
| 711718 | 2014 QH122               | 20 agosto 2014    | Pan-STARRS                |
| 711719 | 2014 QG124               | 9 settembre 2004  | E. W. Elst                |
| 711720 | 2014 QN124               | 20 agosto 2014    | Pan-STARRS                |
| 711721 | 2014 QT127               | 25 febbraio 2012  | Spacewatch                |
| 711722 | 2014 QC134               | 15 aprile 2013    | Pan-STARRS                |
| 711723 | 2014 QV134               | 20 agosto 2014    | Pan-STARRS                |
| 711724 | 2014 QL138               | 23 ottobre 2009   | Spacewatch                |
| 711725 | 2014 QH142               | 7 luglio 2014     | Pan-STARRS                |
| 711726 | 2014 QB147               | 20 agosto 2014    | Pan-STARRS                |
| 711727 | 2014 QJ147               | 16 febbraio 2012  | Pan-STARRS                |
| 711728 | 2014 QX148               | 5 marzo 2012      | Spacewatch                |
| 711729 | 2014 QU150               | 20 agosto 2014    | Pan-STARRS                |
| 711730 | 2014 QX152               | 5 febbraio 2011   | Pan-STARRS                |
| 711731 | 2014 QT155               | 6 dicembre 2005   | Spacewatch                |
| 711732 | 2014 QC156               | 13 ottobre 2010   | Mount Lemmon Survey       |
| 711733 | 2014 QD158               | 9 agosto 2004     | SSS                       |
| 711734 | 2014 QZ159               | 29 giugno 2014    | Pan-STARRS                |
| 711735 | 2014 QH164               | 27 giugno 2014    | Pan-STARRS                |
| 711736 | 2014 QB170               | 15 febbraio 2013  | Pan-STARRS                |
| 711737 | 2014 QT170               | 19 settembre 2009 | Spacewatch                |
| 711738 | 2014 QM171               | 27 luglio 2014    | Pan-STARRS                |
| 711739 | 2014 QP171               | 25 febbraio 2012  | Mount Lemmon Survey       |
| 711740 | 2014 QJ172               | 12 maggio 2013    | Pan-STARRS                |
| 711741 | 2014 QE173               | 17 agosto 2009    | Spacewatch                |
| 711742 | 2014 QE174               | 7 febbraio 2013   | Spacewatch                |
| 711743 | 2014 QO177               | 28 febbraio 2012  | Pan-STARRS                |
| 711744 | 2014 QS177               | 13 aprile 2013    | ESA OGS                   |
| 711745 | 2014 QM178               | 7 luglio 2014     | Pan-STARRS                |
| 711746 | 2014 QY180               | 25 ottobre 2011   | Pan-STARRS                |
| 711747 | 2014 QP181               | 26 ottobre 2009   | Mount Lemmon Survey       |
| 711748 | 2014 QW181               | 30 settembre 2010 | Mount Lemmon Survey       |
| 711749 | 2014 QH183               | 24 giugno 2014    | Pan-STARRS                |
| 711750 | 2014 QT186               | 22 agosto 2014    | Pan-STARRS                |
| 711751 | 2014 QW189               | 27 gennaio 2012   | Mount Lemmon Survey       |
| 711752 | 2014 QM190               | 27 luglio 2009    | Spacewatch                |
| 711753 | 2014 QN190               | 22 agosto 2014    | Pan-STARRS                |
| 711754 | 2014 QU190               | 22 agosto 2014    | Pan-STARRS                |
| 711755 | 2014 QL191               | 22 agosto 2014    | Pan-STARRS                |
| 711756 | 2014 QY191               | 27 agosto 2009    | Spacewatch                |
| 711757 | 2014 QW193               | 12 aprile 2013    | Pan-STARRS                |
| 711758 | 2014 QH195               | 10 novembre 2010  | Mount Lemmon Survey       |
| 711759 | 2014 QJ195               | 28 settembre 2009 | Spacewatch                |
| 711760 | 2014 QT195               | 20 gennaio 2012   | Pan-STARRS                |
| 711761 | 2014 QY196               | 22 agosto 2014    | Pan-STARRS                |
| 711762 | 2014 QZ198               | 13 gennaio 2011   | Spacewatch                |
| 711763 | 2014 QS199               | 22 agosto 2014    | Pan-STARRS                |
| 711764 | 2014 QF201               | 22 agosto 2014    | Pan-STARRS                |
| 711765 | 2014 QJ210               | 23 febbraio 2012  | Mount Lemmon Survey       |
| 711766 | 2014 QR210               | 12 novembre 2010  | Mount Lemmon Survey       |
| 711767 | 2014 QZ210               | 13 febbraio 2011  | Mount Lemmon Survey       |
| 711768 | 2014 QC211               | 30 luglio 2014    | Spacewatch                |
| 711769 | 2014 QA212               | 15 ottobre 2004   | Mount Lemmon Survey       |
| 711770 | 2014 QS212               | 13 marzo 2007     | Mount Lemmon Survey       |
| 711771 | 2014 QG213               | 27 aprile 2006    | Cerro Tololo Obs.         |
| 711772 | 2014 QH216               | 25 agosto 2004    | Spacewatch                |
| 711773 | 2014 QU218               | 22 agosto 2014    | Pan-STARRS                |
| 711774 | 2014 QS223               | 14 marzo 2012     | Mount Lemmon Survey       |
| 711775 | 2014 QU223               | 22 agosto 2014    | Pan-STARRS                |
| 711776 | 2014 QG225               | 22 agosto 2014    | Pan-STARRS                |
| 711777 | 2014 QJ225               | 22 agosto 2014    | Pan-STARRS                |
| 711778 | 2014 QS229               | 20 agosto 2014    | Pan-STARRS                |
| 711779 | 2014 QQ231               | 1 dicembre 2003   | Spacewatch                |
| 711780 | 2014 QO232               | 3 agosto 2014     | Pan-STARRS                |
| 711781 | 2014 QL233               | 11 settembre 2010 | Spacewatch                |
| 711782 | 2014 QC234               | 26 settembre 2005 | Spacewatch                |
| 711783 | 2014 QA235               | 22 agosto 2014    | Pan-STARRS                |
| 711784 | 2014 QW235               | 3 dicembre 2010   | Mount Lemmon Survey       |
| 711785 | 2014 QQ236               | 15 settembre 2009 | Spacewatch                |
| 711786 | 2014 QK239               | 16 febbraio 2012  | Pan-STARRS                |
| 711787 | 2014 QO244               | 22 agosto 2014    | Pan-STARRS                |
| 711788 | 2014 QU244               | 7 ottobre 2005    | Osservatorio di Mauna Kea |
| 711789 | 2014 QY245               | 7 luglio 2014     | Pan-STARRS                |
| 711790 | 2014 QX249               | 22 agosto 2014    | Pan-STARRS                |
| 711791 | 2014 QO250               | 24 febbraio 2012  | Mount Lemmon Survey       |
| 711792 | 2014 QF251               | 12 ottobre 1999   | Spacewatch                |
| 711793 | 2014 QY251               | 14 marzo 2005     | Mount Lemmon Survey       |
| 711794 | 2014 QQ252               | 22 agosto 2014    | Pan-STARRS                |
| 711795 | 2014 QJ253               | 19 aprile 2013    | Pan-STARRS                |
| 711796 | 2014 QR253               | 22 agosto 2014    | Pan-STARRS                |
| 711797 | 2014 QE254               | 27 settembre 2003 | SDSS Collaboration        |
| 711798 | 2014 QV254               | 22 agosto 2014    | Pan-STARRS                |
| 711799 | 2014 QG255               | 22 agosto 2014    | Pan-STARRS                |
| 711800 | 2014 QK256               | 22 agosto 2014    | Pan-STARRS                |

## 711801–711900
| Nome           | Designazione provvisoria | Data di scoperta  | Scopritore               |
| -------------- | ------------------------ | ----------------- | ------------------------ |
| 711801         | 2014 QO256               | 7 febbraio 2011   | Mount Lemmon Survey      |
| 711802         | 2014 QD257               | 22 agosto 2014    | Pan-STARRS               |
| 711803         | 2014 QY257               | 22 agosto 2014    | Pan-STARRS               |
| 711804         | 2014 QZ257               | 22 agosto 2014    | Pan-STARRS               |
| 711805         | 2014 QV258               | 20 aprile 2013    | Mount Lemmon Survey      |
| 711806         | 2014 QU259               | 8 gennaio 2011    | Mount Lemmon Survey      |
| 711807         | 2014 QO260               | 22 agosto 2014    | Pan-STARRS               |
| 711808         | 2014 QO261               | 18 ottobre 2009   | Mount Lemmon Survey      |
| 711809         | 2014 QK263               | 31 luglio 2014    | Pan-STARRS               |
| 711810         | 2014 QY263               | 27 settembre 2009 | Spacewatch               |
| 711811         | 2014 QP267               | 10 luglio 2014    | Pan-STARRS               |
| 711812         | 2014 QP268               | 27 dicembre 2005  | Spacewatch               |
| 711813         | 2014 QA269               | 26 luglio 2014    | ESA OGS                  |
| 711814         | 2014 QS272               | 28 agosto 2009    | Spacewatch               |
| 711815         | 2014 QC273               | 22 agosto 2014    | Pan-STARRS               |
| 711816         | 2014 QU273               | 30 novembre 2005  | Spacewatch               |
| 711817         | 2014 QV274               | 23 agosto 2014    | Pan-STARRS               |
| 711818         | 2014 QE275               | 24 agosto 2014    | Spacewatch               |
| 711819         | 2014 QR275               | 24 agosto 2014    | Spacewatch               |
| 711820         | 2014 QK276               | 27 giugno 2014    | Pan-STARRS               |
| 711821         | 2014 QL276               | 7 ottobre 2004    | Spacewatch               |
| 711822         | 2014 QF277               | 14 febbraio 2002  | Spacewatch               |
| 711823         | 2014 QC279               | 24 dicembre 2005  | Spacewatch               |
| 711824 Infante | 2014 QM279               | 23 gennaio 2006   | Spacewatch               |
| 711825         | 2014 QM280               | 29 agosto 2005    | NEAT                     |
| 711826         | 2014 QB283               | 9 luglio 2010     | WISE                     |
| 711827         | 2014 QE287               | 3 novembre 2010   | Mount Lemmon Survey      |
| 711828         | 2014 QL288               | 6 maggio 2008     | Spacewatch               |
| 711829         | 2014 QS288               | 21 ottobre 2003   | Spacewatch               |
| 711830         | 2014 QM291               | 6 novembre 2010   | Mount Lemmon Survey      |
| 711831         | 2014 QN291               | 25 agosto 2014    | Pan-STARRS               |
| 711832         | 2014 QC292               | 8 novembre 2009   | Mount Lemmon Survey      |
| 711833         | 2014 QF292               | 25 agosto 2014    | Pan-STARRS               |
| 711834         | 2014 QF295               | 20 febbraio 2012  | Pan-STARRS               |
| 711835         | 2014 QB297               | 16 marzo 2007     | Spacewatch               |
| 711836         | 2014 QW297               | 12 ottobre 2010   | Mount Lemmon Survey      |
| 711837         | 2014 QC298               | 16 febbraio 2012  | Pan-STARRS               |
| 711838         | 2014 QL300               | 7 luglio 2014     | Pan-STARRS               |
| 711839         | 2014 QB303               | 24 giugno 2014    | Pan-STARRS               |
| 711840         | 2014 QM304               | 2 novembre 2010   | Mount Lemmon Survey      |
| 711841         | 2014 QV304               | 23 agosto 2014    | C. Rinner                |
| 711842         | 2014 QA305               | 28 ottobre 2010   | Mount Lemmon Survey      |
| 711843         | 2014 QS306               | 17 novembre 2009  | Spacewatch               |
| 711844         | 2014 QX306               | 5 aprile 2008     | Mount Lemmon Survey      |
| 711845         | 2014 QT315               | 14 marzo 2010     | Spacewatch               |
| 711846         | 2014 QL317               | 13 aprile 2013    | ESA OGS                  |
| 711847         | 2014 QE318               | 4 marzo 2008      | Mount Lemmon Survey      |
| 711848         | 2014 QT319               | 10 ottobre 2001   | Spacewatch               |
| 711849         | 2014 QV321               | 28 febbraio 2012  | Pan-STARRS               |
| 711850         | 2014 QH322               | 26 febbraio 2012  | Mount Lemmon Survey      |
| 711851         | 2014 QO323               | 25 agosto 2014    | Pan-STARRS               |
| 711852         | 2014 QS324               | 25 agosto 2014    | Pan-STARRS               |
| 711853         | 2014 QX325               | 14 maggio 2002    | Spacewatch               |
| 711854         | 2014 QH328               | 20 settembre 2003 | A. Boattini, A. Di Paola |
| 711855         | 2014 QE332               | 20 dicembre 2007  | Spacewatch               |
| 711856         | 2014 QS333               | 15 aprile 2013    | Pan-STARRS               |
| 711857         | 2014 QG334               | 25 agosto 2014    | Pan-STARRS               |
| 711858         | 2014 QU334               | 10 novembre 2004  | Spacewatch               |
| 711859         | 2014 QP335               | 25 agosto 2014    | Pan-STARRS               |
| 711860         | 2014 QQ339               | 18 luglio 2007    | Mount Lemmon Survey      |
| 711861         | 2014 QD340               | 2 gennaio 2009    | Mount Lemmon Survey      |
| 711862         | 2014 QU342               | 26 agosto 2014    | Pan-STARRS               |
| 711863         | 2014 QY342               | 3 agosto 2014     | Pan-STARRS               |
| 711864         | 2014 QM343               | 9 settembre 2004  | Spacewatch               |
| 711865         | 2014 QX343               | 6 dicembre 2010   | Mount Lemmon Survey      |
| 711866         | 2014 QD347               | 5 dicembre 1999   | Spacewatch               |
| 711867         | 2014 QR347               | 26 agosto 2014    | Pan-STARRS               |
| 711868         | 2014 QD352               | 19 ottobre 2011   | Spacewatch               |
| 711869         | 2014 QR354               | 26 agosto 1998    | Spacewatch               |
| 711870         | 2014 QG355               | 27 agosto 2014    | Pan-STARRS               |
| 711871         | 2014 QP355               | 10 febbraio 2011  | Mount Lemmon Survey      |
| 711872         | 2014 QA356               | 25 settembre 2009 | Spacewatch               |
| 711873         | 2014 QC356               | 27 agosto 2014    | Pan-STARRS               |
| 711874         | 2014 QZ356               | 16 settembre 2009 | Spacewatch               |
| 711875         | 2014 QK361               | 27 agosto 2014    | Pan-STARRS               |
| 711876         | 2014 QV361               | 22 gennaio 2012   | Pan-STARRS               |
| 711877         | 2014 QW361               | 27 agosto 2014    | Pan-STARRS               |
| 711878         | 2014 QN372               | 15 aprile 2013    | Pan-STARRS               |
| 711879         | 2014 QK374               | 13 gennaio 2011   | Spacewatch               |
| 711880         | 2014 QL375               | 20 agosto 2014    | Pan-STARRS               |
| 711881         | 2014 QV377               | 23 agosto 2004    | Spacewatch               |
| 711882         | 2014 QZ379               | 30 luglio 2014    | Pan-STARRS               |
| 711883         | 2014 QD380               | 3 maggio 2010     | Spacewatch               |
| 711884         | 2014 QK382               | 17 settembre 2009 | Spacewatch               |
| 711885         | 2014 QO382               | 9 settembre 2007  | Spacewatch               |
| 711886         | 2014 QS385               | 30 gennaio 2011   | Pan-STARRS               |
| 711887         | 2014 QA386               | 4 febbraio 2005   | Mount Lemmon Survey      |
| 711888         | 2014 QE386               | 29 agosto 2014    | Mount Lemmon Survey      |
| 711889         | 2014 QM388               | 20 agosto 2014    | Pan-STARRS               |
| 711890         | 2014 QA392               | 27 aprile 2012    | Pan-STARRS               |
| 711891         | 2014 QE392               | 19 settembre 1998 | SDSS Collaboration       |
| 711892         | 2014 QE395               | 28 marzo 2012     | Mount Lemmon Survey      |
| 711893         | 2014 QT396               | 5 settembre 2008  | Spacewatch               |
| 711894         | 2014 QP399               | 17 settembre 2009 | Spacewatch               |
| 711895         | 2014 QQ399               | 19 agosto 2014    | Pan-STARRS               |
| 711896         | 2014 QQ400               | 28 luglio 2014    | Pan-STARRS               |
| 711897         | 2014 QP403               | 28 agosto 2014    | Pan-STARRS               |
| 711898         | 2014 QZ403               | 16 settembre 2003 | NEAT                     |
| 711899         | 2014 QJ404               | 24 ottobre 2004   | Spacewatch               |
| 711900         | 2014 QK405               | 28 agosto 2014    | Pan-STARRS               |

## 711901–712000
| Nome   | Designazione provvisoria | Data di scoperta  | Scopritore                      |
| ------ | ------------------------ | ----------------- | ------------------------------- |
| 711901 | 2014 QX407               | 13 maggio 2008    | SSS                             |
| 711902 | 2014 QP409               | 20 agosto 2014    | Pan-STARRS                      |
| 711903 | 2014 QL411               | 1 gennaio 2012    | Mount Lemmon Survey             |
| 711904 | 2014 QV413               | 21 agosto 2004    | CSS                             |
| 711905 | 2014 QG416               | 27 settembre 2003 | Spacewatch                      |
| 711906 | 2014 QP416               | 7 ottobre 2005    | Spacewatch                      |
| 711907 | 2014 QF417               | 30 settembre 2009 | Mount Lemmon Survey             |
| 711908 | 2014 QR417               | 30 agosto 2014    | Spacewatch                      |
| 711909 | 2014 QC418               | 11 novembre 2009  | Spacewatch                      |
| 711910 | 2014 QO418               | 30 agosto 2014    | Spacewatch                      |
| 711911 | 2014 QH420               | 31 luglio 2014    | Pan-STARRS                      |
| 711912 | 2014 QN420               | 23 agosto 2014    | Pan-STARRS                      |
| 711913 | 2014 QL423               | 21 febbraio 2012  | M. Ory                          |
| 711914 | 2014 QF428               | 21 giugno 2007    | Mount Lemmon Survey             |
| 711915 | 2014 QP429               | 27 gennaio 2011   | Spacewatch                      |
| 711916 | 2014 QA430               | 15 settembre 2009 | Spacewatch                      |
| 711917 | 2014 QT431               | 18 aprile 2007    | Mount Lemmon Survey             |
| 711918 | 2014 QG435               | 28 agosto 2014    | Pan-STARRS                      |
| 711919 | 2014 QM438               | 31 agosto 2014    | Pan-STARRS                      |
| 711920 | 2014 QF445               | 13 febbraio 2008  | Spacewatch                      |
| 711921 | 2014 QA448               | 27 marzo 2008     | Mount Lemmon Survey             |
| 711922 | 2014 QV448               | 18 agosto 2014    | Pan-STARRS                      |
| 711923 | 2014 QE449               | 28 marzo 2012     | Mount Lemmon Survey             |
| 711924 | 2014 QK449               | 11 aprile 2008    | Spacewatch                      |
| 711925 | 2014 QM449               | 28 marzo 2012     | Mount Lemmon Survey             |
| 711926 | 2014 QS450               | 22 agosto 2014    | Pan-STARRS                      |
| 711927 | 2014 QB451               | 27 agosto 2014    | Pan-STARRS                      |
| 711928 | 2014 QE451               | 23 settembre 2009 | Mount Lemmon Survey             |
| 711929 | 2014 QF451               | 28 agosto 2014    | Pan-STARRS                      |
| 711930 | 2014 QW452               | 30 luglio 2008    | Mount Lemmon Survey             |
| 711931 | 2014 QJ453               | 20 agosto 2014    | Pan-STARRS                      |
| 711932 | 2014 QL453               | 20 agosto 2014    | Pan-STARRS                      |
| 711933 | 2014 QO453               | 22 febbraio 2009  | Mount Lemmon Survey             |
| 711934 | 2014 QV453               | 23 agosto 2014    | Pan-STARRS                      |
| 711935 | 2014 QB454               | 13 marzo 2012     | Spacewatch                      |
| 711936 | 2014 QF454               | 27 agosto 2014    | Pan-STARRS                      |
| 711937 | 2014 QK455               | 27 settembre 2009 | Mount Lemmon Survey             |
| 711938 | 2014 QS455               | 8 novembre 2009   | Mount Lemmon Survey             |
| 711939 | 2014 QV456               | 19 ottobre 2003   | Spacewatch                      |
| 711940 | 2014 QX456               | 20 agosto 2014    | Pan-STARRS                      |
| 711941 | 2014 QA457               | 30 settembre 2003 | Spacewatch                      |
| 711942 | 2014 QW457               | 21 febbraio 2006  | Mount Lemmon Survey             |
| 711943 | 2014 QC458               | 29 maggio 2012    | Mount Lemmon Survey             |
| 711944 | 2014 QL458               | 14 dicembre 2010  | Mount Lemmon Survey             |
| 711945 | 2014 QZ458               | 24 marzo 2012     | Mount Lemmon Survey             |
| 711946 | 2014 QS459               | 29 settembre 2003 | Spacewatch                      |
| 711947 | 2014 QF460               | 20 agosto 2014    | Pan-STARRS                      |
| 711948 | 2014 QT461               | 20 agosto 2014    | Pan-STARRS                      |
| 711949 | 2014 QZ461               | 8 novembre 2009   | Spacewatch                      |
| 711950 | 2014 QE462               | 30 gennaio 2011   | Pan-STARRS                      |
| 711951 | 2014 QH462               | 14 febbraio 2012  | Pan-STARRS                      |
| 711952 | 2014 QR462               | 29 gennaio 2012   | Spacewatch                      |
| 711953 | 2014 QZ462               | 12 settembre 2009 | Spacewatch                      |
| 711954 | 2014 QC463               | 22 agosto 2014    | Pan-STARRS                      |
| 711955 | 2014 QK463               | 27 settembre 2009 | Spacewatch                      |
| 711956 | 2014 QX463               | 4 gennaio 2011    | Mount Lemmon Survey             |
| 711957 | 2014 QA464               | 22 agosto 2014    | Pan-STARRS                      |
| 711958 | 2014 QS464               | 29 settembre 2009 | Mount Lemmon Survey             |
| 711959 | 2014 QU464               | 11 ottobre 2004   | L. H. Wasserman, J. R. Lovering |
| 711960 | 2014 QK465               | 23 agosto 2014    | Pan-STARRS                      |
| 711961 | 2014 QQ465               | 1 luglio 2013     | Pan-STARRS                      |
| 711962 | 2014 QC466               | 25 agosto 2014    | Pan-STARRS                      |
| 711963 | 2014 QL466               | 25 agosto 2014    | Pan-STARRS                      |
| 711964 | 2014 QP466               | 25 agosto 2014    | Pan-STARRS                      |
| 711965 | 2014 QN468               | 27 agosto 2014    | Pan-STARRS                      |
| 711966 | 2014 QS469               | 7 aprile 2013     | Mount Lemmon Survey             |
| 711967 | 2014 QM470               | 28 agosto 2014    | Pan-STARRS                      |
| 711968 | 2014 QC471               | 28 agosto 2014    | Pan-STARRS                      |
| 711969 | 2014 QA472               | 30 agosto 2014    | Pan-STARRS                      |
| 711970 | 2014 QQ472               | 31 agosto 2014    | Pan-STARRS                      |
| 711971 | 2014 QF474               | 31 agosto 2014    | Pan-STARRS                      |
| 711972 | 2014 QH474               | 26 maggio 2006    | Mount Lemmon Survey             |
| 711973 | 2014 QP474               | 31 agosto 2014    | Pan-STARRS                      |
| 711974 | 2014 QN475               | 10 settembre 2009 | ESA OGS                         |
| 711975 | 2014 QX476               | 27 gennaio 2011   | Mount Lemmon Survey             |
| 711976 | 2014 QD478               | 21 settembre 2009 | Mount Lemmon Survey             |
| 711977 | 2014 QR478               | 20 agosto 2014    | Pan-STARRS                      |
| 711978 | 2014 QC479               | 25 luglio 2014    | Pan-STARRS                      |
| 711979 | 2014 QE480               | 24 maggio 2006    | Mount Lemmon Survey             |
| 711980 | 2014 QD481               | 19 gennaio 2012   | Pan-STARRS                      |
| 711981 | 2014 QU481               | 5 marzo 2002      | Spacewatch                      |
| 711982 | 2014 QR482               | 20 agosto 2014    | Pan-STARRS                      |
| 711983 | 2014 QL483               | 16 settembre 2003 | Spacewatch                      |
| 711984 | 2014 QR483               | 7 aprile 2013     | Spacewatch                      |
| 711985 | 2014 QV483               | 23 ottobre 2011   | Mount Lemmon Survey             |
| 711986 | 2014 QP485               | 18 settembre 2009 | Spacewatch                      |
| 711987 | 2014 QJ488               | 23 settembre 2011 | Spacewatch                      |
| 711988 | 2014 QG489               | 15 aprile 2007    | Spacewatch                      |
| 711989 | 2014 QB490               | 4 giugno 2013     | Mount Lemmon Survey             |
| 711990 | 2014 QS491               | 28 settembre 2003 | Spacewatch                      |
| 711991 | 2014 QV491               | 1 marzo 2012      | Mount Lemmon Survey             |
| 711992 | 2014 QH494               | 17 agosto 2009    | Spacewatch                      |
| 711993 | 2014 QG496               | 28 agosto 2014    | Pan-STARRS                      |
| 711994 | 2014 QJ496               | 28 agosto 2014    | Pan-STARRS                      |
| 711995 | 2014 QH499               | 27 agosto 2014    | Pan-STARRS                      |
| 711996 | 2014 QJ500               | 18 agosto 2014    | Pan-STARRS                      |
| 711997 | 2014 QM504               | 28 agosto 2014    | Pan-STARRS                      |
| 711998 | 2014 QH505               | 18 agosto 2014    | Pan-STARRS                      |
| 711999 | 2014 QO505               | 20 agosto 2014    | Pan-STARRS                      |
| 712000 | 2014 QW505               | 28 agosto 2014    | Spacewatch                      |